# Sandra Zirngibl-Kowalski
Sandra Zirngibl-Kowalski  (* 17. November 1969 in Berlin-Charlottenburg als Sandra Kowalski) ist eine deutsche Schauspielerin.

## Leben
Sandra Zirngibl-Kowalski absolvierte von 1986 bis 1987 die Hotelfachschule am Tegernsee und schloss diese mit einem Diplom ab. Von 1987 bis 1989 folgte eine Ausbildung zur Hotelfachfrau im Grand Hotel Continental (München). Danach arbeitete sie für ein Jahr im Hotelmanagement der Trainee Hyatt Hotels in den USA und entschloss sich von 1998 bis 1999 zu einem Studium des Eventmanagement, welches sie mit Diplom beendete. 2003 entdeckte sie ihre Passion für die Schauspielerei und nahm bis 2009 privaten Schauspielunterricht u. a. bei Michael Rossier in München und absolvierte drei Monate einen Intensiv-Englisch-Kurs, sowie Workshops in Moderation und Sprache in München.
Sandra Zirngibl-Kowalski wohnt in München.

## Wirken
Von März 2003 bis November 2009 spielte sie in der Vorabendserie Lenßen & Partner die Rolle der Ermittlerin Sandra Nitka. Ende 2009 stand sie für Lenßen – Der Film vor der Kamera. Ebenfalls 2009 erhielt sie die Hauptrolle im Film Das Missverständnis und eine Nebenrolle im Film Rollenspiel. Zudem spielte sie in einigen Folgen der Serie K11 – Kommissare im Einsatz mit. Mit Ingo Lenßen war sie in einer Folge von Promi Quiz Taxi zu sehen, wo beide zugunsten von World Vision Deutschland spielten.

## Filmografie (Auswahl)
- 2003–2009: Lenßen & Partner
- 2003, 2004, 2007: Richter Alexander Hold
- 2006, 2007: K11 – Kommissare im Einsatz
- 2006: Promi Quiz Taxi (Staffel 1 Folge 3)
- 2009–2017: Dahoam is Dahoam, immer wieder Nebenrollen
- 2009: Lenßen – Der Film
- 2009: Das Missverständnis
- 2009: Das Rollenspiel
- 2009: Angst
- 2010: 3 Vorstadtweiber
- 2010: Schicksale  – und plötzlich ist alles anders
- 2015: Schicksale – und plötzlich ist alles anders
- 2016: Schicksale – und plötzlich ist alles anders (Folge 6.89 „Mister Universe“)[3]
- 2017: Schicksale – und plötzliches ist alles anders
- 2018: Ibiza Diary (durchgehende Nebenrolle)
- 2019: Mystery Hunters

## Auszeichnungen
- 2003: Nominierung für den Deutschen Fernsehpreis in der Kategorie Beste tägliche Sendung (Lenßen & Partner)